# Карадениз, Батухан
Батухан Карадениз (тур. Batuhan Karadeniz, 24 апреля 1991, Стамбул, Турция) — турецкий футболист, нападающий. Экс-игрок сборной Турции и различных молодёжных сборных.

## Клубная карьера
После того, как Батухан стал профессионалом, он стал самым молодым бомбардиром в турецкой футбольной лиге в возрасте 16 лет.
Батухан подписал профессиональный контракт с «Бешикташем» в 2006 году, после игры за молодежную команду. В начале сезона 2007/08 он дебютировал в Лиге, в матче против «Касымпаши», заменив Бурака Йылмаза во втором тайме.